# Endpoint clinico
In una studio clinico, un endpoint clinico, tradotto come "evento clinico", "criterio di valutazione clinica" o "variabile clinica", si riferisce generalmente alla comparsa di una malattia, un sintomo, un segnale o un'anomalia negli esami di laboratorio che costituisce uno dei risultati attesi del test, ma può anche riferirsi a qualsiasi malattia o segno clinico che motiva seriamente il ritiro dell'individuo o dell'entità dalla sperimentazione, fatto per il quale è talora chiamato endpoint (clinico) umano.
Per avere una potenza statistica, la variabile principale (o endpoint primario) di uno studio clinico deve essere casualizzata, vale a dire che gli individui del relativo campione devono essere scelti casualmente. 
Invece, le variabili secondarie (detti anche endpoint secondari) sono eventi clinici analizzati post hoc, preferibilmente pre-specificati, che non possono essere randomizzate e quindi non hanno potenza statistica.

## Portata
I risultati di uno studio clinico indicano generalmente il numero di persone esaminate che, durante l'intervallo di studio, abbiano soddisfatto l'obbiettivo clinico predeterminato, in rapporto al numero totale di persone arruolate. Una volta che un paziente soddisfa il punto finale, viene generalmente escluso da ulteriori valutazioni sperimentali (da cui l'origine del termine endpoint).
Ad esempio, uno studio clinico che studia l'efficacia di un farmaco per prevenire un attacco cardiaco potrebbe utilizzare il dolore toracico come criterio di valutazione clinico. Qualsiasi paziente arruolato nello studio che sviluppi dolore toracico durante lo stesso, verrebbe conteggiato come se avesse soddisfatto tale criterio di valutazione clinico. I risultati rifletteranno in ultima analisi la frazione di pazienti che hanno raggiunto l'evento clinico di aver sviluppato dolore toracico, rispetto al numero totale di persone arruolate.

## Esempi
Gli endpoint clinici possono essere ottenuti da diverse modalità, come punteggi comportamentali o cognitivi, o biomarcatori dati da elettroencefalografia (qEEG), risonanza magnetica, PET, o biomarcatori biochimici.
Nella ricerca clinica sul cancro, gli endpoint comuni includono la scoperta di recidiva locale, la scoperta di metastasi regionali, la scoperta di metastasi a distanza, l'insorgenza di sintomi, il ricovero in ospedale, l'aumento o la diminuzione del fabbisogno di farmaci antidolorifici, l'insorgenza di tossicità, la necessità di chemioterapia di salvataggio, la necessità di chirurgia di salvataggio, la necessità di radioterapia di salvataggio, la morte per qualsiasi causa o la morte per malattia. Uno studio sul cancro può essere finalizzato alla sopravvivenza globale, che di solito indica il tempo che intercorre fino alla morte per qualsiasi causa, o alla sopravvivenza specifica per malattia, in cui l'endpoint è la morte per malattia o per tossicità.
Questi sono espressi come un periodo di tempo (durata della sopravvivenza), ad esempio in mesi. Spesso viene utilizzata la mediana, in modo che l'endpoint della sperimentazione possa essere calcolato una volta che il 50% dei soggetti abbia raggiunto l'endpoint, laddove il calcolo di una media aritmetica potrebbe essere effettuato solo dopoché tutti i soggetti abbiano raggiunto l'endpoint.

### Sopravvivenza libera da malattia
La sopravvivenza libera da malattia viene solitamente utilizzata per analizzare i risultati del trattamento per una malattia localizzata, come la chirurgia o la chirurgia più la terapia adiuvante. Nella sopravvivenza libera da malattia, l'evento è la recidiva piuttosto che la morte. Le persone che hanno una recidiva sono ancora in vita, ma non sono più libere dalla malattia. Proprio come nelle curve di sopravvivenza non tutti i pazienti muoiono, nelle "curve di sopravvivenza libera da malattia" non tutti i pazienti subiscono una ricaduta e la curva può avere un plateau finale che rappresenta i pazienti che non hanno avuto una ricaduta dopo il follow-up massimo dello studio. Poiché i pazienti sopravvivono per almeno un certo periodo di tempo dopo la ricaduta, la curva della sopravvivenza effettiva sarebbe migliore della curva di sopravvivenza libera da malattia.

### Sopravvivenza libera da progressione
La sopravvivenza libera da progressione (Progression-free survival) viene solitamente utilizzata per analizzare i risultati del trattamento per la malattia in stadio avanzato. L'evento per la sopravvivenza senza progressione è il peggioramento, la progressione della malattia ovvero la morte del paziente per qualsiasi causa. Il tempo per la progressione (time-to-progression) è un endpoint simile che ignora i pazienti che muoiono prima che la malattia progredisca.

### Durata della risposta
La durata della risposta (response duration) viene occasionalmente utilizzata per analizzare i risultati del trattamento per la malattia in stadio avanzato. L'evento è la progressione della malattia (recidiva). Questo endpoint comporta la selezione di un sottogruppo di pazienti per misurare la durata della risposta nei pazienti rispondenti alla terapia; i pazienti che non rispondono non sono inclusi.

### Sopravvivenza globale
La sopravvivenza globale si basa sulla morte per qualsiasi causa, non solo per la condizione in cura, quindi include la morte per effetti collaterali del trattamento e gli effetti sulla sopravvivenza dopo la ricaduta.

### Tasso di mortalità per intossicazione
A differenza della sopravvivenza globale, che si basa sulla morte per qualsiasi causa o sulla condizione in trattamento, il tasso di mortalità per intossicazione (toxic death rate) rileva solo i decessi direttamente attribuibili al trattamento stesso. Questi tassi sono generalmente bassi o nulli, poiché le sperimentazioni cliniche vengono tipicamente interrotte quando si verificano decessi per intossicazione. Anche con la chemioterapia il tasso complessivo è tipicamente inferiore all'uno per cento. Tuttavia, la mancanza di autopsie sistematiche limita la nostra comprensione dei decessi dovuti ai trattamenti.

### Percentuale di eventi avversi gravi
La percentuale di eventi avversi gravi è la frazione di pazienti trattati che manifestano uno o più eventi avversi gravi. Gli eventi avversi gravi sono definiti dalla Food and Drug Administration statunitense come:
- morte;
- esperienza avversa al farmaco potenzialmente letale;
- ricovero ospedaliero o prolungamento del ricovero esistente;
- incapacità persistente o significativa o sostanziale interruzione della capacità di svolgere le normali funzioni della vita;
- anomalia congenita/difetto di nascita;

Gli eventi medici importanti (IME) che non possono provocare la morte, essere potenzialmente letali o richiedere il ricovero in ospedale, possono essere considerati gravi quando, in base a un giudizio medico appropriato, possono mettere a rischio il paziente o il soggetto e possono richiedere un intervento medico o chirurgico per prevenire uno degli esiti elencati in questa definizione.»

## Endpoint umano
Un endpoint umano può essere definito come il punto in cui il dolore e/o l'angoscia vengono interrotti, minimizzati o ridotti per un soggetto in una sperimentazione (come un animale da esperimento), adottando misure quali l'uccisione dell'animale in modo umano, l'interruzione di una procedura dolorosa o la somministrazione di un trattamento per alleviare il dolore e/o l'angoscia.

## Endpoint surrogato
Un endpoint surrogato (o marker) è una misura dell'effetto di un trattamento specifico che può essere correlato ad un endpoint clinico reale, ma non necessariamente ha una relazione certa. Il National Institutes of Health (USA) definisce il surrogate endpoint come "un biomarcatore destinato a sostituire un endpoint clinico".

## Endpoint combinati
Alcuni studi esaminano l'incidenza di un endpoint combinato, che può unire una varietà di risultati in un unico gruppo. Ad esempio, lo studio sull'infarto cardiaco di cui sopra può riportare l'incidenza dell'endpoint combinato di dolore toracico, infarto miocardico o morte.
Un altro esempio di studio sul cancro basato su un endpoint combinato è la sopravvivenza libera da malattia; i partecipanti alla sperimentazione che muoiono o che presentano una recidiva costituirebbero l'endpoint. L'utilità complessiva del trattamento è un esempio di endpoint composito multidimensionale che trova impiego negli studi clinici sul cancro.
Per quanto riguarda gli endpoint umani, un endpoint combinato può essere costituito da una soglia in cui vi è un grado cumulativo sufficiente di malattia, sintomi, segni o anomalie di laboratorio per giustificare un intervento.

## Tasso di risposta
Il tasso di risposta è la percentuale di pazienti sui quali una terapia esplica un effetto definito; ad esempio, la percentuale di pazienti in cui il cancro si riduce o scompare dopo il trattamento.
Quando viene utilizzato come endpoint clinico per le sperimentazioni di trattamenti anticancro, viene spesso chiamato tasso di risposta oggettiva (bjective response rate, ORR). In tale contesto, la FDA definisce l'ORR come "la percentuale di pazienti con riduzione delle dimensioni del tumore di una quantità predefinita e per un periodo di tempo minimo". Un altro criterio è il tasso di beneficio clinico (clinical benefit rate, CBR), definito come "il numero totale (o la percentuale) di pazienti che hanno ottenuto una risposta completa, una risposta parziale o che hanno visto la malattia stabilizzarsi per almeno 6 mesi".
Ogni studio, per qualsiasi malattia o condizione, può definire ciò che è considerato una risposta completa (complete response, CR) o una risposta parziale (partial response, PR) alla terapia o all'intervento. Pertanto, gli studi riportano il tasso di risposta completa e il tasso di risposta complessivo (overall response rate) il quale include sia CR e che PR. (Vedi ad esempio Criteri di valutazione della risposta nei tumori solidi, e Trattamento del carcinoma a piccole cellule e, per le immunoterapie, criteri di risposta immunitaria).

## Consistenza
Spesso, diversi studi su uno stesso argomento possono ottenere risultati diversi, fatto che rende difficile ottenere conclusioni clinicamente significative qualora siano esaminate nel loro insieme. La CROWN (Central Results in Women's Health Initiative) è uno sforzo per standardizzare i risultati.